# Diana Saravia Olmos
Diana Saravia Olmos   (Uruguai, segle XX) és una escrivana i política uruguaiana, pertanyent al Partit Colorado.

## Biografia
És filla del cabdill polític Basilicio Saravia Ferreira i de Diana Olmos Almeida, i descendent del general Basilicio Saravia, germà del cabdill Aparicio Saravia.
En les eleccions de 1989, obté un escó de diputada pel departament de Trenta y Tres en la llista de la Croada 94 de Pablo Millor, que recolzava la candidatura presidencial de Jorge Pacheco Areco. Ja per a les eleccions de 1994 se separa de Millor i acompanya Julio María Sanguinetti, incorporant-se aviat al Fòrum Batllista. És reelegida el 1999.
Al finalitzar el govern de Jorge Batlle Ibáñez, durant uns mesos va ocupar la subsecretaria del Ministeri de l'Interior, acompanyant al titular Alejo Fernández Chaves.
El 2008 va adherir a el moviment Vamos Uruguay (Anem Uruguai); en les eleccions internes de 2009 va obtenir una excel·lent votació en el seu departament.